# Hadleigh Farm
Hadleigh Farm – posiadłość w hrabstwie Essex w południowej Anglii, blisko miasteczka Hadleigh, stanowiąca własność Armii Zbawienia i na co dzień używana przez tę organizację jako miejsce realizacji projektów edukacyjnych i resocjalizacyjnych. Powierzchnia terenu wynosi 550 akrów, na których znajdują się trawiaste polany, a także części bardziej zadrzewione. 

## Londyn 2012
Hadleigh było miejscem rozgrywania zawodów w kolarstwie górskim podczas Letnich Igrzysk Olimpijskich 2012. Budowa tras konkursowych rozpoczęła się w lipcu 2010 i zakończyła w marcu 2011, przy czym po przeprowadzonych tam zawodach przedolimpijskich poddano je jeszcze korektom. Do budowy wykorzystano 500 ton litych skał oraz 3500 ton kamieni. 